# Сећање на љубав
Сећање на љубав је пети студијски албум српског поп певача Жељка Самарџића, издат 1996. године за ПГП РТС. На овом албуму се налази један од његових највећих хитова песма Грлица, за коју је снимљен музички спот у ком се појавила манекенка и певачица Александра Мељниченко.

## Списак песама
Аутор(и) свих текстова: Марина Туцаковић. 
| №   | Назив                        | Музика                    | Трајање |  |
| 1.  | Да ме није                   | Александар Фута Радуловић | 3:40    |  |
| 2.  | Опрости извини               | Д. Николић                | 2:30    |  |
| 3.  | Добар дан туго               | Жељко Суботић             | 3:33    |  |
| 4.  | Да ли си икадa волео жену    | Фута Радуловић            | 3:34    |  |
| 5.  | Жељо моја                    | Фута Радуловић            | 3:52    |  |
| 6.  | Грлица                       | Фута Радуловић            | 3:05    |  |
| 7.  | Сунца никад не видела ти     | Видоје Лучић              | 3:30    |  |
| 8.  | Милион пољубаца              | Александар Милић          | 3:53    |  |
| 9.  | Нек јој не буде бољи од мене | Снежана Кончар            | 3:32    |  |
| 10. | Сећање на љубав              | Фута Радуловић            | 3:24    |  |